# Назаров, Шарофиддин Хакимович
Назаров Шарофиддин Хакимович (узб. Sharofiddin Nazarov; род. 12 марта 1960 года; Кашкадарьинская область, УзССР) — узбекский политический деятель, специалист по макроэкономики и региональной экономики. Депутат Законодательной палаты Олий Мажлиса Республики Узбекистан. Доктор экономических наук, профессор. Председатель Комитета по бюджету и экономическим реформам. Член Народно-демократической партии Узбекистана. Профессор Национального университета Узбекистана.

## Биография
Назаров Шарофиддин родился 12 марта 1960 года в Кашкадарьинской области. В 1985 году окончил факультет планирования народного хозяйства Ташкентского института народного хозяйства (Ташкентский государственный экономический университет), получив высшее образование по специальности экономист. В 1977 году начал работать рядовым работником Чиракчинского районного механизированного строительного управления. С 1986 года был назначен старшим инженером, научным сотрудником, а затем и старшим научным сотрудником Института кибернетики Академии Республики Узбекистан. С 1992 по 1993 работал заведующим отделом Научно-исследовательского института экономики и статистики. С 1993 по 1996 г. занимал должность начальника сводного отдела Госкомпрогнозстата Республики Узбекистан. С 1996 года работал главным консультантом по социально-экономическим вопросам Аппарата Президента Республики Узбекистан. В 1998—2010 годах был заместителем хокима Кашкадарьинской области по вопросам экономики и развития. С 2010 Шарофиддин Хакимович был руководителем проекта в Институте прогнозирования и микроэкономических исследований при Кабинете Министров. В 2016 году начал работать директором Центра экономических исследований при Исполнительном аппарате Президента Республики Узбекистан.
С 2019 года Назаров Шарофиддин занимает должность Профессора Национального университета Узбекистана.